# TOP 09
TOP 09 lub Tradycja Odpowiedzialność Dobrobyt 09 (cz. Tradice Odpovědnost Prosperita 09) – czeska proeuropejska i liberalno-konserwatywna partia polityczna, założona w 2009. Ugrupowanie należy do Europejskiej Partii Ludowej.

## Historia
Partia została założona 11 czerwca 2009 z inicjatywy grupy polityków Unii Chrześcijańskich Demokratów – Czechosłowackiej Partii Ludowej na czele z Miroslavem Kalouskiem. Jej liderem został były minister spraw zagranicznych Czech Karel Schwarzenberg. 9 lipca 2009 podpisała strategiczne porozumienie o współpracy z ugrupowaniem Burmistrzowie i Niezależni kierowanym przez Petra Gazdíka.
Partia wzięła udział w wyborach parlamentarnych 2010, uzyskując 16,7% głosów i 41 mandatów, zajmując tym samym 3. miejsce za socjaldemokratami i ODS.
TOP 09 obok ODS i VV była jedną z partii tworzących rząd Petra Nečasa, funkcjonujący w latach 2010–2013. Po jego dymisji i utworzeniu rządu technicznego Jiříego Rusnoka znalazła się w opozycji.
W przedterminowych wyborach parlamentarnych w 2013 ugrupowanie otrzymało niespełna 12% głosów i 26 mandatów. W 2014 po raz pierwszy partia wystartowała w wyborach europejskich, wprowadzając do PE VIII kadencji czteroosobową reprezentację.
W listopadzie 2015 nowym przewodniczącym TOP 09 został Miroslav Kalousek. W wyborach w 2017 partię poparło ponad 5% głosujących, co przełożyło się na 7 miejsc w Izbie Poselskiej. W listopadzie 2017 na czele ugrupowania stanął Jiří Pospíšil. W 2019 ugrupowanie z koalicjantami wywalczyło trzy mandaty w Europarlamencie IX kadencji. W listopadzie tegoż kierownictwo w partii objęła Markéta Pekarová Adamová.
Przed wyborami w 2021 partia zawiązała koalicję z Obywatelską Partią Demokratyczną i KDU-ČSL pod nazwą SPOLU. Koalicja otrzymała 27,8% głosów (pierwsze miejsce) i 71 mandatów, z których 14 przypadło kandydatom TOP 09. W tym samym roku ugrupowanie dołączyło do wielopartyjnej koalicji rządowej, która współtworzyła gabinet Petra Fiali. Do wyborów europejskich partia przystąpiła w ramach tej samej koalicji, uzyskując dwa mandaty w Europarlamencie X kadencji.

## Wyniki wyborów
| Wybory | Poparcie | Mandaty | Zmiana |
| ------ | -------- | ------- | ------ |
| 2010   | 16,70%   | 41      | –      |
| 2013   | 11,99%   | 26      | –15    |
| 2017   | 5,31%    | 7       | –19    |
| 2021   | 27,8%    | 14      | +7     |

| Wybory | Poparcie | Mandaty | Zmiana | L. miejsc dla Czech |
| ------ | -------- | ------- | ------ | ------------------- |
| 2014   | 15,95%   | 3       | –      | 21                  |
| 2019   | 11,65%   | 2       | –1     | 21                  |
| 2024   | 22,3%    | 2       | –      | 21                  |